# São Martinho (Río Grande del Sur)
São Martinho es un municipio brasileño del estado de Rio Grande do Sul.
Se encuentra ubicado a una latitud de 27º42'26" Sur y una longitud de 53º58'07" Oeste, estando a una altitud de 448 metros sobre el nivel del mar. Su población estimada para el año 2004 era de 5.810 habitantes.
Ocupa una superficie de 167,62 km².

- Datos: Q1803249
- Multimedia: São Martinho (Rio Grande do Sul) / Q1803249